# Venonia kokoda
Venonia kokoda là một loài nhện trong họ Lycosidae.
Loài này thuộc chi Venonia. Venonia kokoda được Pekka T. Lehtinen & Heikki Hippa miêu tả năm 1979.